# 斑紋孔麗鯛
斑紋孔麗鯛（学名：Trematocara zebra），為輻鰭魚綱鱸形目隆頭魚亞目慈鯛科的其中一種，其种加词“zebra”意为“有斑马状纹样的”。分布於非洲坦干伊喀湖西北部流域，為特有種，體長可達6.9公分，棲息在岩石底質水域，生活習性不明。